# Annamanum humerale
Annamanum humerale là một loài bọ cánh cứng trong họ Cerambycidae.